# 小行星29750
小行星29750（29750 Chleborad）是一颗绕太阳运转的小行星，为主小行星带小行星。该小行星于1999年2月8日发现。

## 轨道参数
小行星29750的轨道半长轴为2.4282623 UA，离心率为0.072。